# Феоклит (Сетакис)
Митрополи́т Фео́клит (греч. Μητροπολίτης Θεόκλητος, в миру Стилиано́с Сета́кис, греч. Στυλιανός Σετάκης; 7 декабря 1930, Салоники — 13 апреля 2014, Янина) — епископ Элладской православной церкви, митрополит Яннинский, ипертим и экзарх всего Эпира.

## Биография
Родился 7 декабря 1930 года в Салониках. Детство провёл на Крите.
В 1958 года рукоположен в сан диакона. В 1960 года окончил богословскую школу Афинского университета.
21 ноября 1961 года рукоположён в сан священника, после чего до 1968 года служил военным священником.
С 1968 года — протосинкелл Яннинской митрополии.
26 октября 1975 года был рукоположен во епископа Яннинского с возведением в достоинство митрополита.
12 октября 1979 года решением Государственного Совета его назначение на кафедру было аннулировано и он был назначен титулярным епископом Гардикийским. 6 ноября 1979 года возвращён на Яннинскую митрополию.
Скончался 13 апреля 2014 года.